# James Mountbatten-Windsor
James Alexander Philip Theo Mountbatten-Windsor, graaf van Wessex (Frimley, 17 december 2007) is het jongste kind van Edward  en diens echtgenote Sophie Rhys-Jones, de hertog en hertogin van Edinburgh.
Hij is een kleinkind van koningin Elizabeth II. James is geboren in het Frimley Park Hospital in Surrey via een keizersnede om 16.20 uur. Hij woog bij zijn geboorte 2800 gram. Zijn naam werd pas enkele dagen na zijn geboorte bekendgemaakt. Hij is op 19 april 2008 gedoopt.
James heeft een oudere zus, Louise Mountbatten-Windsor (8 november 2003), maar in de lijst van troonopvolgers gaat hij, als mannelijke rechthebbende, voor op zijn oudere zus. Vanaf zijn geboorte staat hij bekend als burggraaf Severn en was als oudste zoon tevens rechtmatig opvolger van zijn vaders titel, "graaf van Wessex". In 2023 nam hij deze aanspreektitel van zijn vader over, toen deze benoemd werd tot hertog van Edinburgh, aangezien dat een hogere titel is voor Edward. Wel blijft Edward titulitair de graaf van Wessex tot zijn dood.